# Hard Believer
Hard Believer – album studyjny brytyjskiego muzyka i wokalisty Finka, wydany 11 lipca 2014 roku nakładem wytwórni płytowych Ninja Tune, R’COUP’D oraz Beat Records. Utwory na album napisali Blair MacKichan, Guy Whittaker, Tim Thornton, Ryan Keen oraz sam wokalista.
Album dotarł do 3. pozycji brytyjskiego notowania UK Indie Chart oraz 14. miejsca zestawienia UK Indie Breakers Chart. Notowany był ponadto na 72. pozycji francuskiego zestawienia prowadzonego przez Syndicat national de l'édition phonographique, 8. miejscu w holenderskim notowaniu albumów MegaCharts, 21. pozycji szwajcarskiego zestawienia Schweizer Hitparade, 37. miejsca w austriackim notowaniu albumów Ö3 Austria Top 40 oraz 45. pozycji we flandryjskim zestawieniu Ultratop 50 w Belgii.

## Lista utworów
Opracowano na podstawie materiału źródłowego.
1. „Hard Believer” – 5:25
2. „Green and the Blue” – 6:05
3. „White Flag” – 5:03
4. „Pilgrim” – 7:02
5. „Two Days Later” – 5:40
6. „Shakespeare” – 6:18
7. „Truth Begins” – 5:04
8. „Looking Too Closely” – 5:10
9. „Too Late” – 4:15
10. „Keep Falling” – 4:29
11. „Deep Calm” (bonus track na japońskim wydaniu albumu) – 5:32
12. „In Bloom” (bonus track na japońskim wydaniu albumu) – 4:20